# Robert Schmitt (cyclisme)
Pour les articles homonymes, voir Robert Schmitt et Schmitt.
Robert Schmitt, né le 23 décembre 1986, est un coureur cycliste luxembourgeois.

## Palmarès
- 2003
  - 3e du championnat du Luxembourg sur route juniors
- 2004
  -  Champion du Luxembourg sur route juniors
  - 2e du championnat du Luxembourg du contre-la-montre juniors